# Шефер, Андрей Викторович
Андрей Викторович Шефер (26 июля 1981, Свердловск) — российский хоккеист, защитник. Тренер.

## Биография
Воспитанник свердловского хоккея, СДЮШОР «Спартаковец». Начал профессиональную карьеру в составе череповецкой «Северстали» в 1998 году. В следующем году на драфте НХЛ был выбран во 2 раунде под общим 43 номером клубом «Лос-Анджелес Кингз» и после этого отправился в клуб QMJHL «Галифакс Мусхедз», где провёл сезон, набрав 81 (34+47) очко в 82 матчах. На следующий год вернулся в Россию, где стал игроком петербургского СКА. Проведя 11 матчей, вернулся в «Северсталь», где выступал до 2006 года (за вычетом большей части сезона 2001/02, когда вновь вернулся в СКА), завоевав серебряные и бронзовые медали чемпионата России. В 2006 году перешёл в ЦСКА, а с сезона 2008/09 вновь являлся игроком «Северстали».
В сезоне 2012/13 перешёл в систему московского «Спартака».
С сезона 2014/2015 вновь выступал за «Северсталь», был капитаном команды.

### Сборная
Выступал за сборную России на юниорском чемпионате мира 1999 года в Германии и на молодёжном чемпионате мира 2001 года в России.
Провёл два товарищеских матча за сборную России против Финляндии в в апреле 2004 года.

### Тренерская карьера
Тренер юношеской команды «Северстали» (2016/17 — 2017/18). Тренер команды МХЛ МХК «Динамо» Москва (2019/20 — 2020/21). Главный тренер команды МХЛ «Алмаз» Череповец (2021/22 — 2 декабря 2022). Тренер команды МХЛ «Локо» Ярославль (2022/23, с 16 декабря). Перед сезоном 2023/24 был назначен главным тренером молодёжной команды МХЛ «Динамо» СПб, но после массовой драки в товарищеском матче между хоккеистами МХК «Динамо» СПб и МХК «Динамо» Москва был отправлен в отставку.

## Достижения
- Серебряный призёр чемпионата России 2003.
- Бронзовый призёр чемпионата России 2001.

## Статистика
| Легенда | Легенда                    | Легенда | Легенда                   | Легенда | Легенда    |
| ------- | -------------------------- | ------- | ------------------------- | ------- | ---------- |
| И       | Количество проведённых игр | Штр     | Штрафное время            | +/−     | Плюс-минус |
| Г       | Голы                       | П       | Голевые передачи          | О       | Очки       |
| -       | Статистика неизвестна      | —       | Статистика не учитывалась |         |            |

### Клубная карьера
- a В этом сезоне в «Плей-офф» учитывается статистика игрока в Кубке Надежды.